# رومی مولر
رومی مولر (آلمانی: Romy Müller؛ زادهٔ ۲۶ ژوئیهٔ ۱۹۵۸) دونده اهل آلمان بود.
وی در مسابقات کشوری و بین‌المللی در مجموع برندهٔ ۳ مدال طلا، ۲ مدال نقره شده‌است.